# Max Boyer
Max Boyer (1910, Le Mans - 1985, Mayet) fou un polític i periodista francès. Max Boyer fou comerciant abans de la Segona Guerra Mundial, i s'allistà a la Resistència francesa i fundà a partir de l'Alliberament el diari Le Maine libre. Afiliat al Partit Socialista, començà una carrera política que el conduí a ser conseller de la República del 1946 al 1948 i a altres càrrecs locals, com a batlle de Mayet, comú del sud del Sarthe i conseller general del cantó de Mayet. També presidí el Consell General del Sarthe del 1946 al 1951, del 1952 al 1958 i finalment del 1967 al 1970.